# Juncus llanquihuensis
Juncus llanquihuensis là một loài thực vật có hoa trong họ Juncaceae. Loài này được Barros mô tả khoa học đầu tiên năm 1953.